# Fernando León de Aranoa

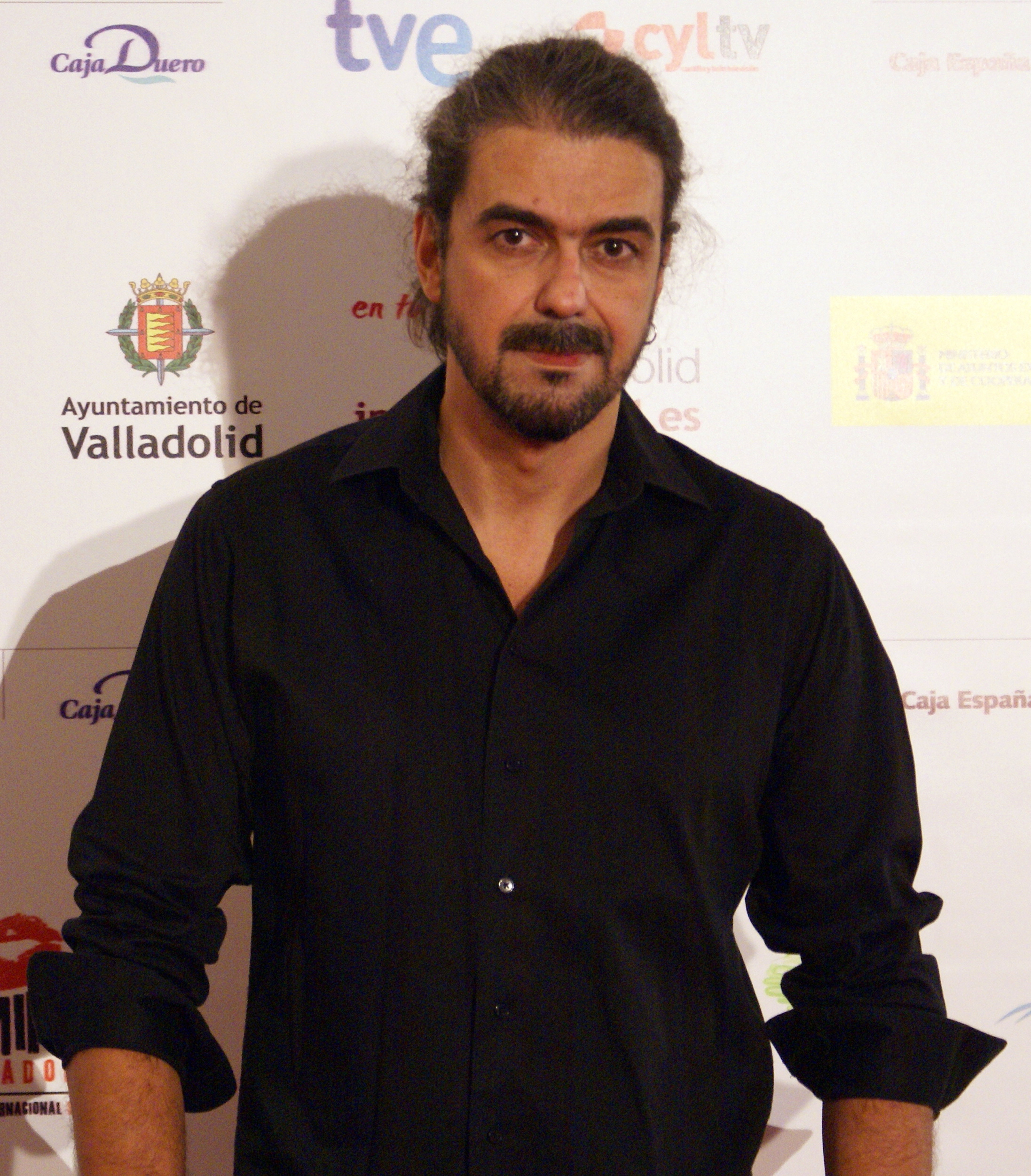
Fernando León de Aranoa (2011).

Fernando León de Aranoa (* 26. Mai 1968 in Madrid, Spanien) ist ein spanischer Filmregisseur und Drehbuchautor.

## Leben
Fernando León de Aranoa arbeitete für kurze Zeit bei einer Werbeagentur und brach sein Studium der Medienwissenschaften ab, um als Drehbuchautor fürs Fernsehen zu arbeiten. Nachdem er als solcher erfolgreich war, schrieb er Drehbücher für Kinofilme und konnte mit dem Kurzfilm Sirenas 1994 sein Regiedebüt vorweisen. Für seinen ersten Spielfilm, Familia, erhielt er den Goya als bester Nachwuchsregisseur. 1998 erschien sein zweiter Spielfilm mit Barrio, für den er mit zwei Goyas und der Silbernen Muschel des Festival Internacional de Cine de Donostia-San Sebastián ausgezeichnet wurde. Als Drehbuchautor wirkte er am Buch des mexikanischen Films La ley de Herodes mit und erhielt dafür im Jahr 2000 den Premio Ariel. Der internationale Durchbruch gelang ihm 2002 mit dem mehrfach preisgekrönten Drama Montags in der Sonne.

## Filmografie (Auswahl)
- 1994: Sirenas
- 1997: Familia
- 1998: Barrio
- 2001: Caminantes
- 2002: Montags in der Sonne (Los lunes al sol)
- 2005: Princesas
- 2007: Invisibles
- 2010: Amador und Marcelas Rosen (Amador)
- 2015: A Perfect Day
- 2017: Loving Pablo
- 2021: Der perfekte Chef (El buen patrón)